# Boulogne-sur-Gesse
Boulogne-sur-Gesse (em occitano:  Bolonha de Gessa) é uma comuna francesa na região administrativa da Occitânia, no departamento do Alto Garona. Estende-se por uma área de 24.73 km², com 1.630 habitantes, segundo o censo de 2018, com uma densidade de 66 hab/km².